# カイン
カイン（Cain）は、アブラハムの宗教における聖書の創世記に登場する人物。彼はアベルの兄であり、聖書の物語における最初の夫婦であるアダムとイヴの息子。彼は農業に従事していたが、彼の捧げた作物を神は喜ばず、神はカインよりもアベルを寵愛した。嫉妬によりカインは弟を殺したが、それがカインが受けた呪いの原因となった。彼の子孫にはエノクやレメクなどがいる。
創世記によると、彼は人類最初の殺人者である。

## 動機
創世記は、カインがアベルを殺害した具体的な理由を記述していない。現代の評論家は通常、その動機は神がアベルの捧げものを受け入れた一方でカインの捧げものを拒絶したことによる嫉妬と怒りであったと解釈している。
ミドラーシュや『アダムとイヴとサタンの対立』のような古代の聖書釈義書は、殺人の動機には最も美しい女性への欲求が含まれていたと伝えている。ミドラーシュの伝統によれば、カインとアベルにはそれぞれ双子の妹がおり、カインはアベルの双子の妹と、アベルはカインの双子の妹と結婚することが決められていた。ミドラーシュは、アベルの配偶者として取り決めされていたルルワは、アベルの双子の妹よりも美しかったと述べている。カインはこの取り決めに同意しなかったため、アダムは犠牲の供え物を捧げることによって神の祝福を得ることを提案した。神が祝福した者がルルワと結婚することとなっていた。神はカインの犠牲の供え物を公然と拒否し、カインは嫉妬と怒りで弟を殺害した。カインと妹の近親相姦関係がハラーハーに違反していたかどうかは、ラビ学者によって話し合われている。

## 文化的描写
ジョージ・ゴードン・バイロンによる『カイン』では、カインは「アダ」という名前の双子の姉妹を妻にしており、その関係性への葛藤が物語の一部となっている。

## 異伝
アラブ人の間ではカインがイヴではなくリリスの息子とする説がある。